# Црква Светог Ђорђа на Бановом брду
Црква Светог Ђорђа на Бановом брду је православна црква на територији општине Чукарица у Београду.

Црква је грађена у периоду од 1928. и 1932. године, по пројекту руског архитекте Андросова. Налази се на самом ободу брда над Савом и старом Чукарицом у Зрмањској број 1.

## Архиктетура
Црква Светог Ђорђа има основу у облику уписаног крста – тролиста и грађена је у неовизантијском стилу, што је било карактеристично за сакралне објекте које су грађене у Београду између два светска рата. Елементи за градњу ових цркава налазе се на нашим црквама из средњег века, које су припадале моравској школи.
Црква се у основи састоји од следећих делова: главни улаз, припрата, главни – централни део, олтарска апсида и певничке апсиде.

Главни улаз у цркву је наглашен стубовима, на које се наслања архиволта, са једне и друге стране врата. Припрата или нартекс је део цркве који се налази између главног улаза и централног дела цркве. Главни – централни део цркве (наос) налази се испод главне куполе, између припрате, олтарског простора и певничких апсида. Олтарска апсида налази се на источној страни цркве. Са спољне стране апсида је петострана, а изнутра је полукружна. Са унутрашње стране олтарску апсиду затвара иконостас. Певничке апсиде налазе се по једна са северне и јужне стране цркве и отворене су према наосу.
Спољни изглед цркве је богато украшен разним декоративним елементима од вештачког камена, подељен на два дела профилисаним тракама. Изнад главног улаза у цркву са западне стране се налази икона Светог Ђорђа. Кубета звоника завршавају се калотама, изнад којих се налазе јабука и крст.
Иконостас је настао у времену од 1930. до маја 1952. године, у духу македонског дрворезбарства. За резбарске радове је заслужан Нестор Алексијев, уметник из Скопља, док је сликарске радове урадио непознати уметник из Русије.